# Monts de Châlus
Pour les articles homonymes, voir Chalus.

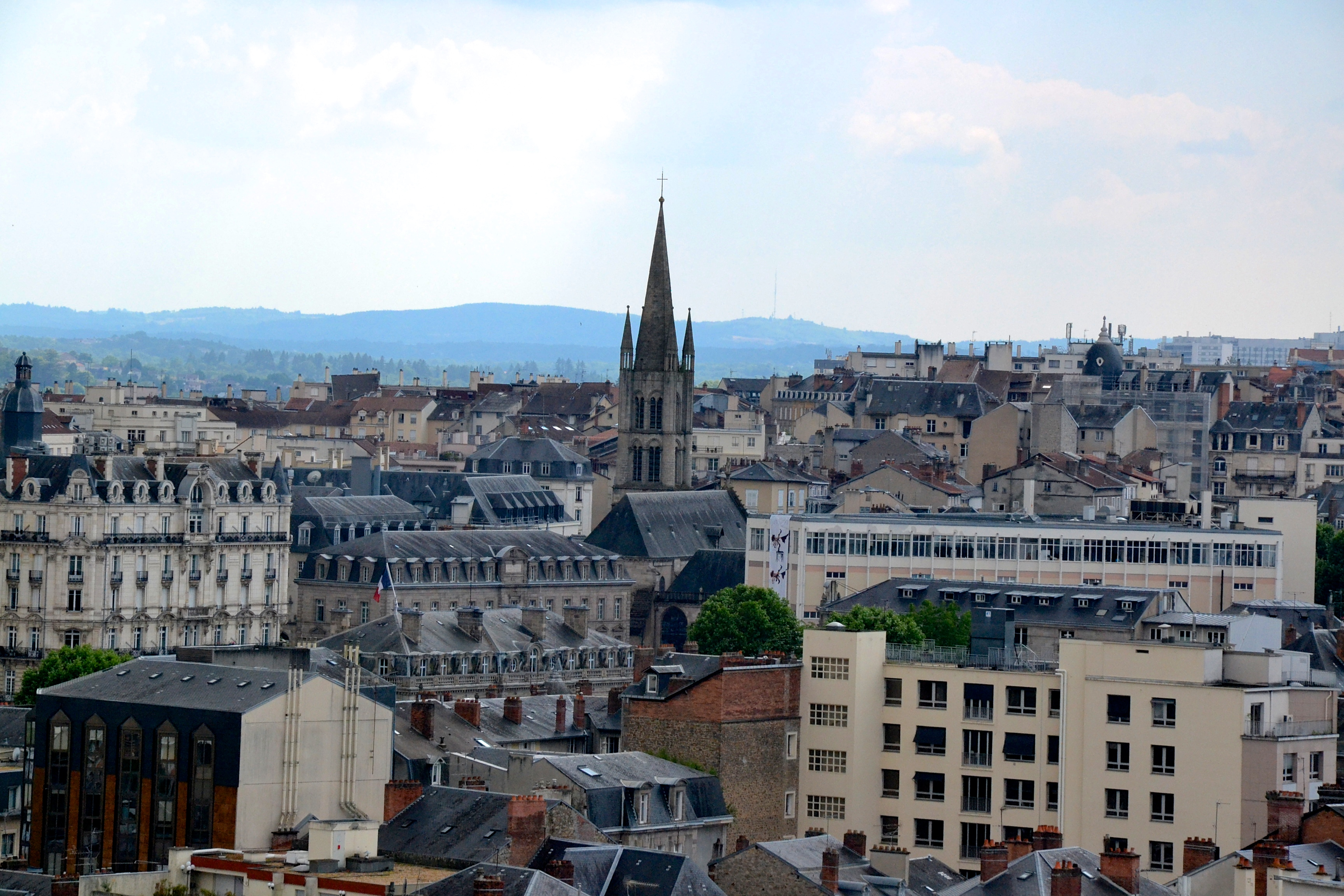
Vue du massif depuis le campanile de la gare de Limoges-Bénédictins, derrière l'église Saint-Pierre-du-Queyroix.

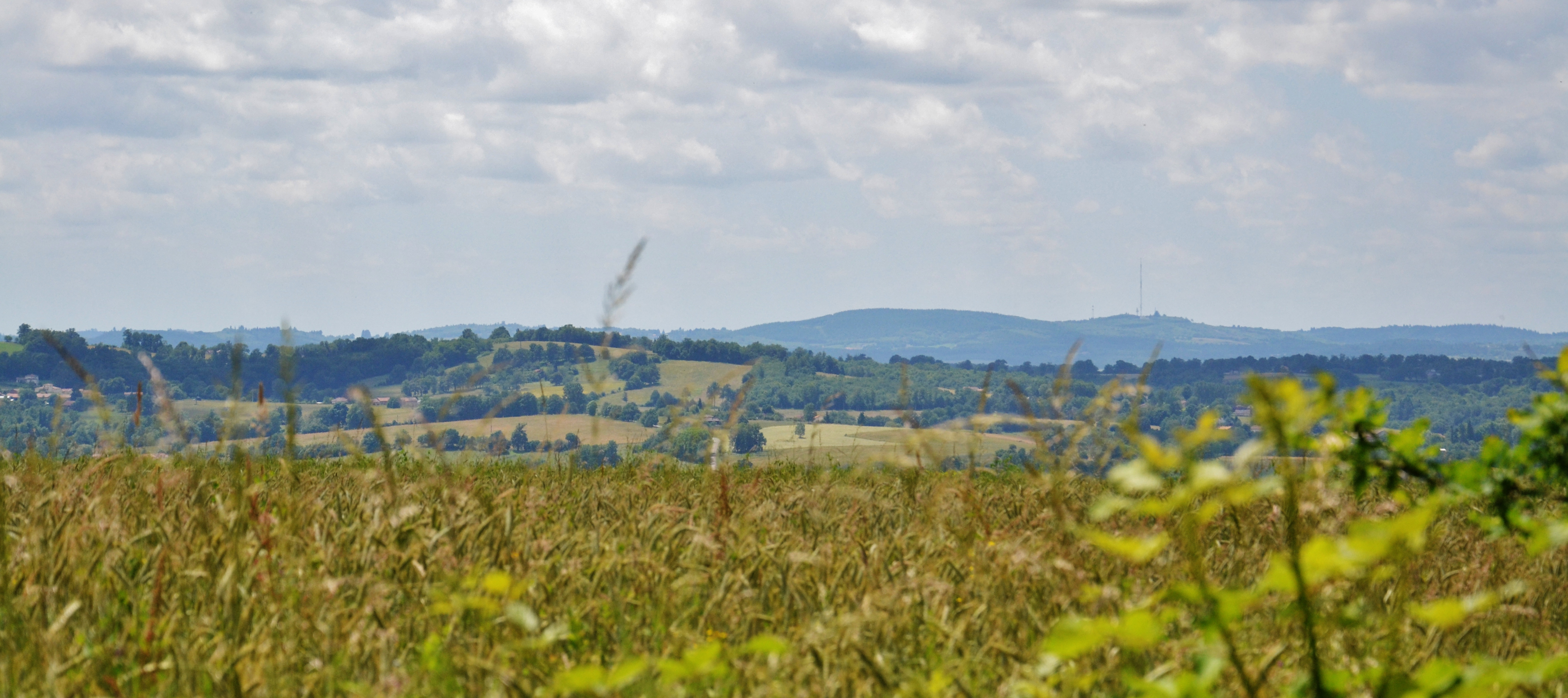
Vue sur les sommets du nord du massif : forêt des Cars, forêt de Lastours (vue depuis Solignac)

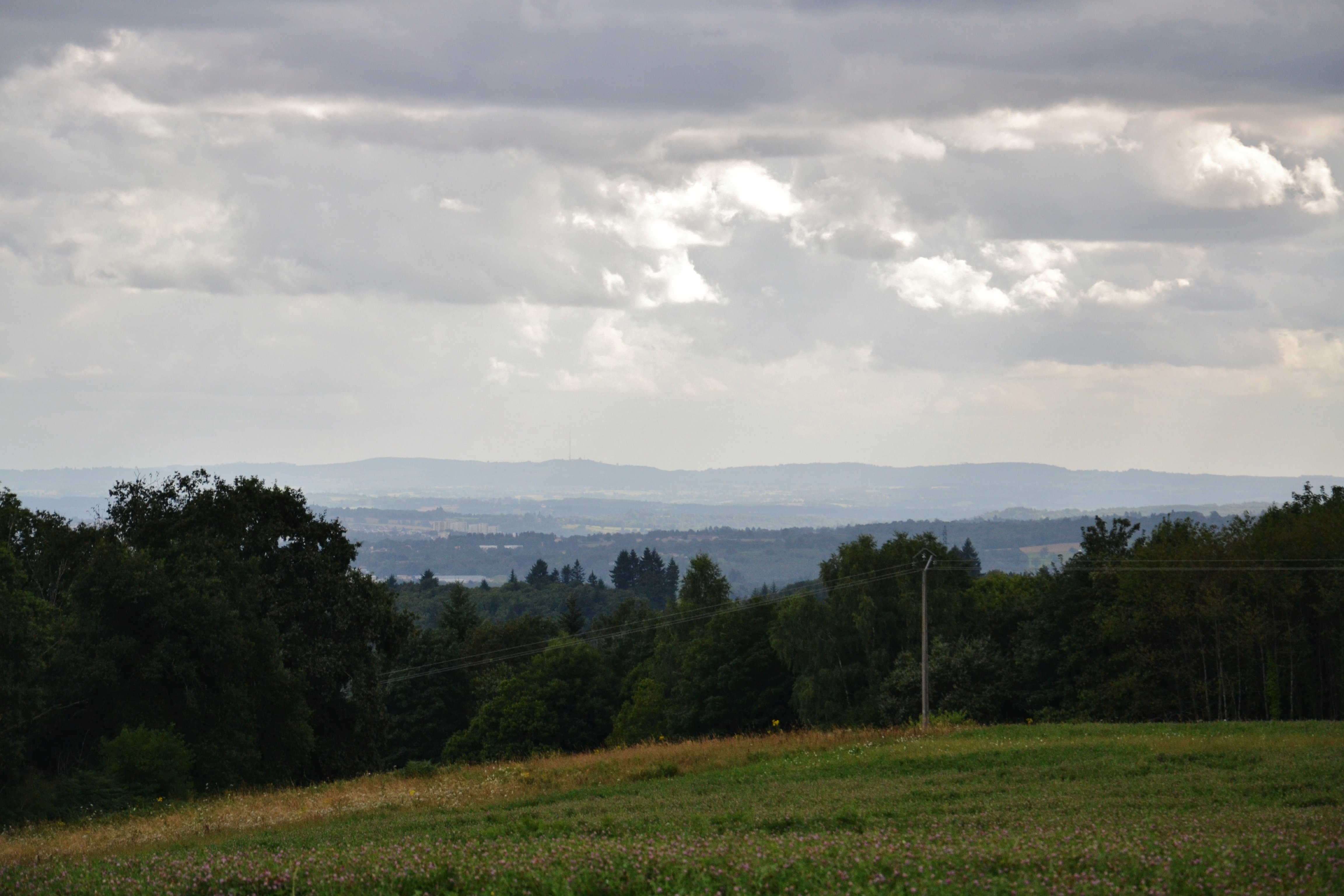
Le massif vu depuis le puy du Fros, dans les monts d'Ambazac

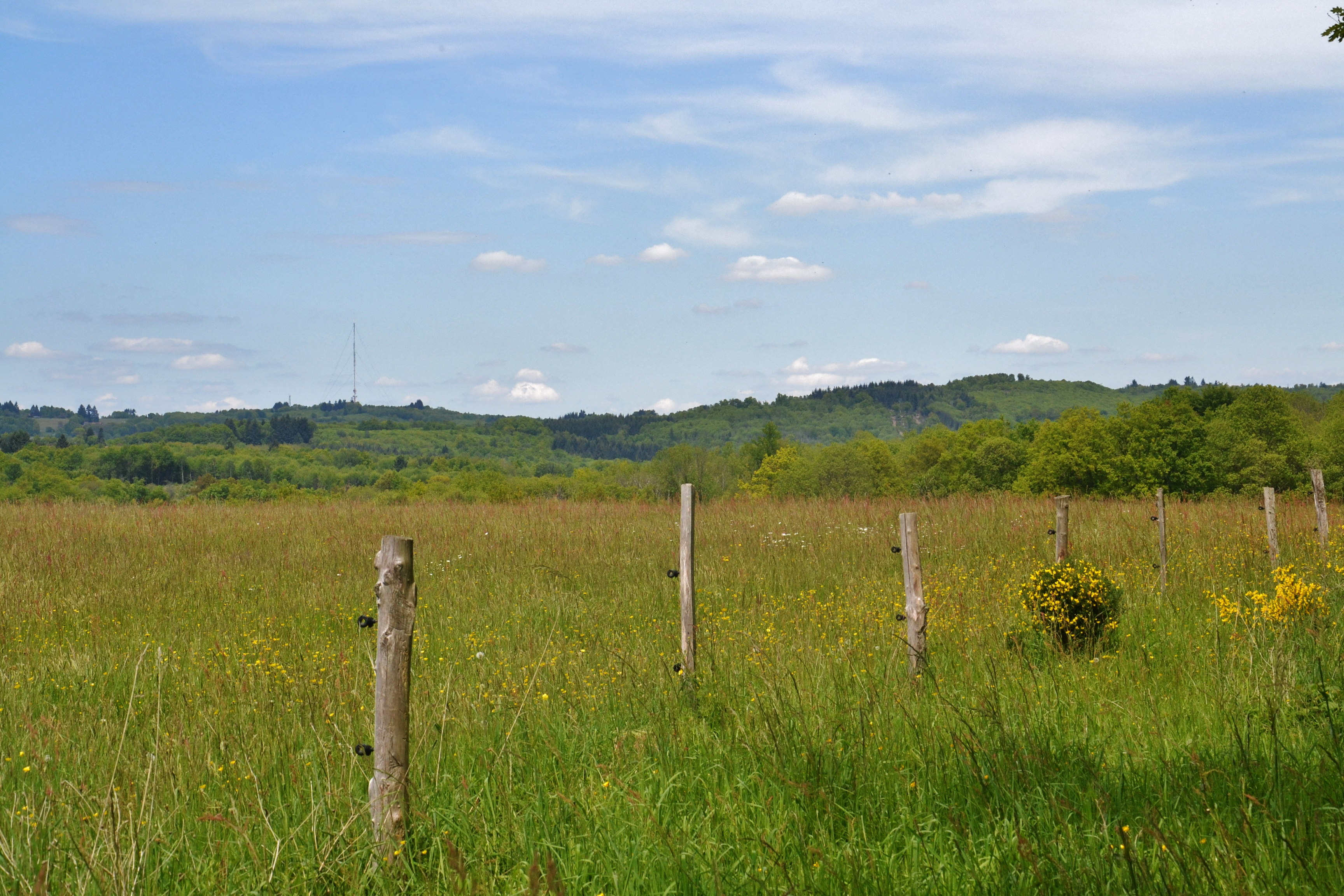
Les monts des Cars vus du sud-ouest.

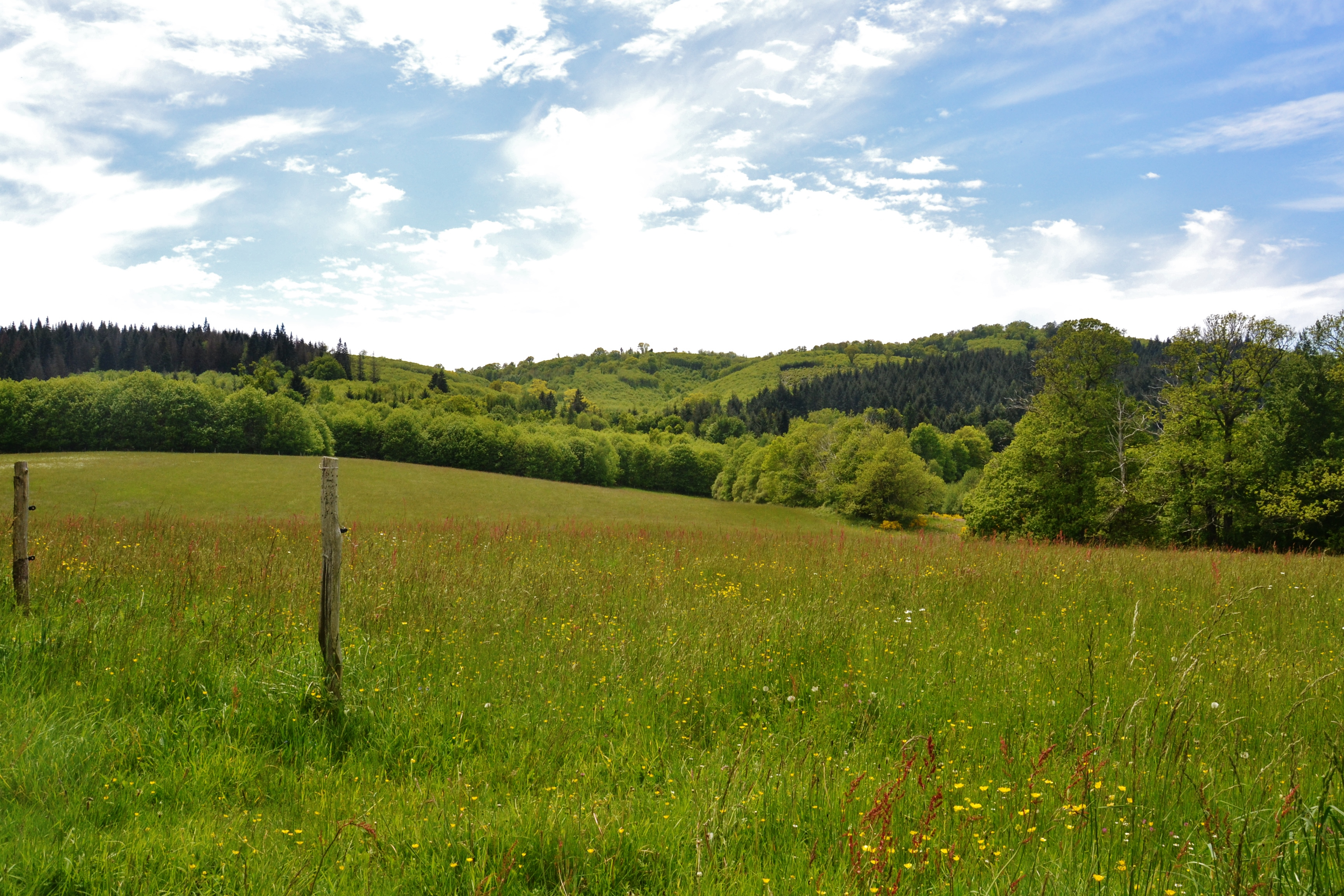
Les hauteurs de Courbefy vus depuis le nord-est.

Les monts de Châlus, parfois appelés massif des Cars, sont avec les monts de Blond, plus au nord, les premiers contreforts occidentaux du Massif central et des monts du Limousin. Ils sont situés, comme leur nom l'indique, autour de la commune de Châlus, au sud-ouest du département de la Haute-Vienne, en Nouvelle-Aquitaine, mordant quelques communes du département de la Dordogne.
Dominant de près de 200 mètres le plateau limousin, les hauteurs des monts de Châlus sont nettement visibles de la majeure partie de la Haute-Vienne, notamment depuis l'agglomération de Limoges.

## Géographie

### Localisation et accès
C'est un petit territoire d'environ 15 kilomètres d'est en ouest (si l'on considère le massif dans sa plus haute partie, et plutôt 30 à 35 kilomètres si l'on considère sa totalité) et de 6 km environ du nord au sud, à une trentaine de kilomètres au sud-ouest de Limoges, à l'ouest du département.

### Topographie
Les monts de Châlus ne sont pas à proprement parler un massif mais plutôt un ensemble de collines boisées, dont l'altitude maximale est de 557 mètres au sommet de Courbefy, tout de suite suivi avec 553 mètres, du sommet de la forêt de Lastours et avec 544 mètres, de la forêt des Cars (ce dernier, dominant le bourg des Cars, est occupé par un ensemble de relais hertzien dont un pylône TDF). Les principaux autres sommets sont le Grand Puyconnieux et le Tuquet de la Garde.
Le massif se prolonge à l'est par les monts de Fayat. Il constitue la limite sud-ouest du plateau limousin.

### Hydrographie
Les mont de Châlus délimitent trois bassins versants de fleuves français : celui de la Loire au nord, de la Charente à l'ouest et de la Dordogne au sud. Ces trois bassins se rencontrent sur la commune de Bussière-Galant.

#### Bassin de la Charente
Les monts de Châlus se situent à la pointe orientale du bassin de la Charente, et la Tardoire prend sa source près du massif des Cars à 430 m d'altitude et traverse Châlus pour continuer son cours vers l'ouest.
Le Bandiat prend sa source à l'altitude de 443 m, au sud-ouest du puy Chauvet, sur la commune de La Chapelle-Montbrandeix, non loin de Châlus, et coule vers le sud-ouest.

#### Bassin de la Dordogne
La Dronne prend sa source sur le flanc sud du massif des Cars non loin de Brumas, commune de Bussière-Galant et à 510 m d'altitude, et coule vers le sud-ouest.

#### Bassin de la Loire
L'Aixette, affluent de la Vienne, prend aussi sa source dans la commune de Bussière-Galant et se dirige vers le nord en traversant le bourg des Cars. Elle comporte de nombreuses fontaines naturelles riches en gaz carbonique.

### Communalité
Les monts de Châlus ont donné leur nom à une communauté de communes de Haute-Vienne comprenant celles de Bussière-Galant, Les Cars, Châlus, Dournazac, Flavignac, Lavignac, Pageas.
Liste des communes du massif, et leur point culminant, s'il est supérieur à 350 mètres :
| - Bussière-Galant (557 m) - Rilhac-Lastours (554 m) - Les Cars (544 m) - Pageas (520 m) - Dournazac (498 m) - Saint-Hilaire-les-Places (492 m) - Saint-Pierre-de-Frugie (491 m) - La Chapelle-Montbrandeix (482 m) - Cussac (476 m) - Marval (476 m) | - Champagnac-la-Rivière (473 m) - Firbeix (451 m) - Châlus (444 m) - Saint-Mathieu (435 m) - La Coquille (432 m) - Ladignac-le-Long (430 m) - Saint-Priest-les-Fougères (411 m) - Flavignac (410 m) - Champsac (399 m) - Mialet (391 m) - Pensol (382 m) |

## Histoire
Les monts de Châlus sont le lieu d'origine de la famille de Maulmont.
Ils sont également, au Moyen Âge, une zone de frontière entre, au nord, les possessions des vicomtes de Limoges et, au sud, les terres relevant des ducs d'Aquitaine, qui seront amenées par Aliénor d'Aquitaine aux rois d'Angleterre.
Ils sont donc une zone stratégique, frontière naturelle entre le royaume de France et l'empire Plantagenêt, ce qui explique la mort de Richard Cœur de Lion à Châlus, capitale des monts de Châlus, en 1199.
Au XIXe siècle, l'histoire des monts de Châlus, dont le territoire est sensiblement celui de l'actuel « pays des Feuillardiers », est pour grande partie liée à celle du feuillardier, qui représente, avec l'agriculture, l'essentiel de l'activité économique du secteur géographique.